# Unquillo
Unquillo är en ort i Argentina.   Den ligger i provinsen Córdoba, i den centrala delen av landet, 700 km nordväst om huvudstaden Buenos Aires. Unquillo ligger 633 meter över havet och antalet invånare är 15 369.
Terrängen runt Unquillo är platt åt sydost, men åt nordväst är den kuperad. Närmaste större samhälle är La Calera, 12,7 km söder om Unquillo.
Trakten runt Unquillo består till största delen av jordbruksmark. Runt Unquillo är det ganska tätbefolkat, med 86 invånare per kvadratkilometer.